# Паутинник коричный
Паутинником коричневым также называют вид Cortinarius brunneus (Паутинник тёмно-бурый), не родственный этому.
Паути́нник кори́чный, тёмно-кори́чневый, или кори́чневый (лат. Cortinarius cinnamomeus) — вид грибов, входящий в род Паутинник (Cortinarius) семейства Паутинниковые (Cortinariaceae).

## Описание
Пластинчатый шляпконожечный гриб с паутинистым покрывалом. Шляпка взрослых грибов достигает 1—6 см в диаметре, у молодых грибов полушаровидная до конической, затем раскрывается до плоской, в центре с заметным бугорком. Поверхность волокнистая или чешуйчато-волокнистая, оливково-коричневая, красно-коричневая или жёлто-коричневая. Пластинки гименофора приросшие зубцом к ножке, частые, у молодых грибов насыщенно жёлто-оранжевые или оранжевые, затем, при созревании спор, ржаво-красно-коричневые до жёлто-коричневых.
Кортина лимонно-жёлтая.
Мякоть желтовато-бурая или лимонно-жёлтая, с неприятным запахом, описываемым как редечный или иодоформа.
Ножка достигает 2—8 см в длину и 0,4—1 см в толщину, цилиндрическая или расширяющаяся книзу, с шелковисто-волокнистой оливково- или лимонно-жёлтой поверхностью, с  остатками кортины, покрывающимися у взрослых грибов ржаво-бурыми спорами. Мицелий в основании ножки желтоватый или беловатый.
Споровый отпечаток ржаво-коричневого цвета. Споры 5,5—7,5×4—5 мкм, эллиптические, с неровной поверхностью. Хейлоцистиды булавовидные.

### Сходные виды
Наиболее близок к паутиннику коричному паутинник шафрановый (Cortinarius croceus (Schaeff.) Gray, 1821). Основное отличие этих видов заключается в цвете пластинок молодых грибов — у паутинника коричного они тяготеют к оттенкам ярко-оранжевого, а у шафранового — жёлтые.

## Значение
Является несъедобным из-за неприятного вкуса грибом. Некоторые родственные виды сильно ядовиты, однако содержание опасных для человека токсинов в паутиннике коричном не подтверждено, случаи отравления не известны.
Паутинник коричный — один из видов грибов, используемых для окрашивания шерсти. Он даёт тёмную бордово-красную окраску.

## Экология и ареал
Широко распространён по бореальной зоне Евразии и Северной Америки. Произрастает в хвойных и лиственных лесах с конца лета по осень.

## Синонимы
- Agaricus cinnamomeus L., 1753basionym
- Dermocybe cinnamomea (L.) Wünsche, 1877
- Flammula cinnamomea (L.) P.Kumm., 1871
- Gomphos cinnamomeus (L.) Kuntze, 1898